# 文庙街道 (太原市)
文庙街道，是中华人民共和国山西省太原市迎泽区下辖的一个乡镇级行政单位。

## 行政区划
文庙街道下辖以下地区：
文庙社区、五一东社区、上马街一社区、上马街二社区、山佑巷社区、新城北街社区、建设北路社区、幸福社区、五龙口一社区、五龙口二社区、五龙口三社区、双塔寺一社区和双塔寺二社区。